# Micrathena triserrata
Micrathena triserrata är en spindelart som beskrevs av F. O. Pickard-Cambridge 1904. Micrathena triserrata ingår i släktet Micrathena och familjen hjulspindlar. Inga underarter finns listade i Catalogue of Life.